# 85-мм пушка 85 mle 1927 Schneider
85-мм пушка-гаубица Шнейдера образца 1927 года (фр. Canon de 85 mle 1927 Schneider) — французская пушка-гаубица, стоявшая на вооружении армии Греции вплоть до Второй мировой войны. После капитуляции Греции захваченные германскими войсками орудия были приняты на вооружение вермахта под наименованием 8.5 cm Kanonehaubitze 287(g). Однако данных об их использовании немцами не имеется.
Орудие также послужило основой для разработки японского 75-мм полевого орудия тип 90, поскольку после Версальского договора Япония сотрудничала с компанией Шнейдер и закупила множество образцов для тестирования и разработки собственных систем.

## История создания
Появление этой пушки обязано отсутствию во Франции к началу Первой мировой войны гаубичной артиллерии. Французские военные специалисты считали, что на поле боя вполне можно обойтись отличной скорострельной пушкой 75 mle 1897. Однако боевой опыт показал, что данная пушка, рассчитанная на поражение открытых вертикальных целей, не могла справиться даже с лёгкими укреплениями противника, поскольку, помимо настильной траектории, обладала малой мощностью своего снаряда. Выход попытались найти путём применения для 75-мм снарядов т. н. «дисков Маландрена», тормозящих снаряды в полёте и делающих их траекторию более крутой. Однако решение оказалось неудачным.
После окончания войны французы не отказались от попытки создать универсальное орудие. В конце 1920-х годов фирма «Шнейдер» создала гаубицу-пушку для вооружения пехотных дивизий. При этом для достижения мощности снаряда обычной гаубицы её калибр был увеличен до 85-мм.

## Описание конструкции
85-мм пушка-гаубица имела рамочный лафет, раздвижные станины и щитовое прикрытие. На конце ствола находился дульный тормоз.
Для стрельбы из пушки использовалось два разных типа снарядов. Первым была лёгкий гаубичный фугас, весом 8,8 кг и дальностью стрельбы до 9,8 км с большим весом разрывного заряда, вторым — тяжёлый пушечный фугас, весом 10 кг и дальностью стрельбы до 15 км с меньшим весом разрывного заряда. Для обеспечения возможности стрельбы кардинально различающимися снарядами орудие имело особую конструкцию.
В стволе, между началом нарезов ствола и зарядной каморой было сделано на некотором расстоянии друг от друга два конических ската между каморой и началом нарезов: передний (ближе к дулу) — с равным для этого калибра диаметром и задний (ближе к казённой части) — с диаметром большего размера. Такая конструкция позволяла менять плотность заряжания в соответствии с требуемым зарядом. Снаряды были оснащены поясками разной толщины. При стрельбе с большими зарядами (как по массе, так и по объёму) применялся снаряд с более тонким пояском, упирающимся в передний скат, при этом снаряд загонялся дальше в ствол. При стрельбе с уменьшёнными зарядами применялся снаряд с более толстым пояском, который ложился на задний скат, таким образом уменьшая объём каморы. Таким образом изменялось давление пороховых газов и регулировалась начальная скорость снаряда.
Пушка-гаубица не оправдала возложенных на неё ожиданий и оказалась неудачной. При сохранении свойств пушки орудие обладало сравнительно большим весом, что сковывало его манёвренность на поле боя, а его гаубичные снаряды массой 8,8 кг значительно уступали по мощности 15-кг снарядам обычной дивизионной гаубицы.
Стрельба двумя снарядами из шнейдоровской пушки-гаубицы была невыгодна в производственном отношении, и ещё более с точки зрения питания снарядами на поле боя. Дальности стрельбы обоими снарядами слишком резко разнились между собою, поэтому недостаток одного из видов снарядов мог иметь весьма неприятные последствия в бою.